# Pseudocytheridea
Pseudocytheridea is een geslacht van uitgestorven kreeftachtigen uit de klasse van de Ostracoda (mosselkreeftjes).

## Soorten
- Pseudocytheridea geurensis Rosyjeva, 1962 †
- Pseudocytheridea moenana Malz, 1973 †
- Pseudocytheridea rhombus (Egger, 1858) Malz, 1973 †
- Pseudocytheridea tarchanensis (Schneider, 1939) Schneider, 1949 †
- Pseudocytheridea zalanyi (Schneider, 1939) Schneider, 1949 †